# Green Ridge Township
Green Ridge Township est un ancien township, situé dans le comté de Pettis, dans le Missouri, aux États-Unis,.
Le township est fondé en 1873 et baptisé en référence à une crête verdoyante, située dans ses limites.

### Source de la traduction
- (en) Cet article est partiellement ou en totalité issu de l’article de Wikipédia en anglais intitulé « Green Ridge Township, Perry County, Missouri » (voir la liste des auteurs).